# Chantecoq (personnage)
Pour les articles homonymes, voir Chantecoq (homonymie).
Chantecoq est un personnage de fiction créé par Arthur Bernède dont les aventures littéraires furent publiées entre 1912 et 1933.
Surnommé le « roi des détectives », Chantecoq se distingue par son goût pour les déguisements et son sens du théâtre pour mener ses enquêtes. Arthur Bernède lui consacre de nombreuses aventures policières, dont le roman Belphégor est le plus connu, bien que son personnage soit absent de la populaire version télévisée de 1965.

## Présentation du personnage

### Biographie fictive
Chantecoq, de son vrai nom Daniel Leroy, était professeur d'allemand dans un lycée de Nancy. Sa vie bascule le jour où des douaniers allemands fusillent son fils après lui avoir tendu un piège. Il perd sa femme, morte de douleur, le lendemain.
Pour les venger, il entreprend la lutte contre les espions allemands. Il adopte un pseudonyme en hommage à la fois au Chantecler d'Edmond Rostand et à Monsieur Lecoq, personnage d'Émile Gaboriau. Dès l'entrée en guerre, il part sur le front mais, considéré comme le meilleur détective au monde, il est rapidement rappelé à Paris pour mener ses enquêtes pour le contre-espionnage français.

### Un héros de roman populaire
Chantecoq représente l'archétype du héros de roman patriotique revanchard, dont son auteur vante les « qualités d’intelligence, de flair, d’audace, d’ardeur et de belle humeur, faisait de lui comme un surfrançais, capable des exploits les plus héroïques… des tours de force les plus formidables ». Ainsi, entièrement dévoué à sa patrie, la noblesse de sa cause accroît ses capacités déjà considérables.
Ami de Chantecoq, le savant Jean Aubry met à sa disposition toute une série d'inventions, telles qu'un télégraphe sans fil capable d'intercepter les conversations ennemies, un pistolet soporifique appelé l'« aubryette » et des balles asphyxiantes pour une mitraillette.

## Aventures policières de Chantecoq

### Œuvres d'Arthur Bernède
- Cœur de Française, 1912Publié en feuilleton dans Le Petit Parisien du 14 mai 1912 au 6 octobre 1912.
- L'Espionne de Guillaume, 1912Publié en feuilleton dans Le Petit Parisien du 22 novembre 1914 au 24 avril 1915.
- Chantecoq, 1916Publié en feuilleton dans Le Petit Parisien du 16 janvier 1916 au 22 juillet 1916. Lors de sa parution en format relié en 1916 aux Éditions Jules Tallandier, le roman a été découpé en quatre fascicules : Cocorico !…, L'Homme qui sourit, La Chasse aux monstres et On les a !….
- Belphégor, 1927Ciné-roman publié en feuilleton dans Le Petit Parisien du 28 janvier 1927 au 28 mars 1927 en parallèle à la sortie cinématographique.
- Les Nouveaux Exploits de Chantecoq – Le Mystère du Train bleu, Éditions Jules Tallandier, 1928Collection « Romans célèbres de drame et d'amour » no 87.
- Les Nouveaux Exploits de Chantecoq – La Maison hantée, Éditions Jules Tallandier, 1928Collection « Romans célèbres de drame et d'amour » no 91.
- Les Nouveaux Exploits de Chantecoq – Le Crime d'un aviateur, Éditions Jules Tallandier, 1928Collection « Romans célèbres de drame et d'amour » no 95.
- Les Nouveaux Exploits de Chantecoq – Zapata ?…, Éditions Jules Tallandier, 1928Collection « Romans célèbres de drame et d'amour » no 97.
- Les Nouveaux Exploits de Chantecoq – L'Ogre amoureux, Éditions Jules Tallandier, 1929Collection « Romans célèbres de drame et d'amour » no 101.
- Les Nouveaux Exploits de Chantecoq – Le Fantôme du Père Lachaise, Éditions Jules Tallandier, 1929Collection « Romans célèbres de drame et d'amour » no 106.
- Les Nouveaux Exploits de Chantecoq – Condamnée à mort, Éditions Jules Tallandier, 1929Collection « Romans célèbres de drame et d'amour » no 108.
- Les Nouveaux Exploits de Chantecoq – Le Tueur de femmes, Éditions Jules Tallandier, 1929Collection « Romans célèbres de drame et d'amour » no 113.
- La Fille du Diable, Éditions Jules Tallandier, 1932Collection « Romans populaires » no 865.
- Vampiria, Éditions Jules Tallandier, 1933Collection « Romans célèbres de drame et d'amour » no 108.

Le personnage de Chantecoq fait également une apparition dans le roman Les Bas-fonds de Chicago paru en 1932 aux éditions Jules Tallandier, dont l'intrigue est liée à La Fille du Diable.

### Adaptations des romans

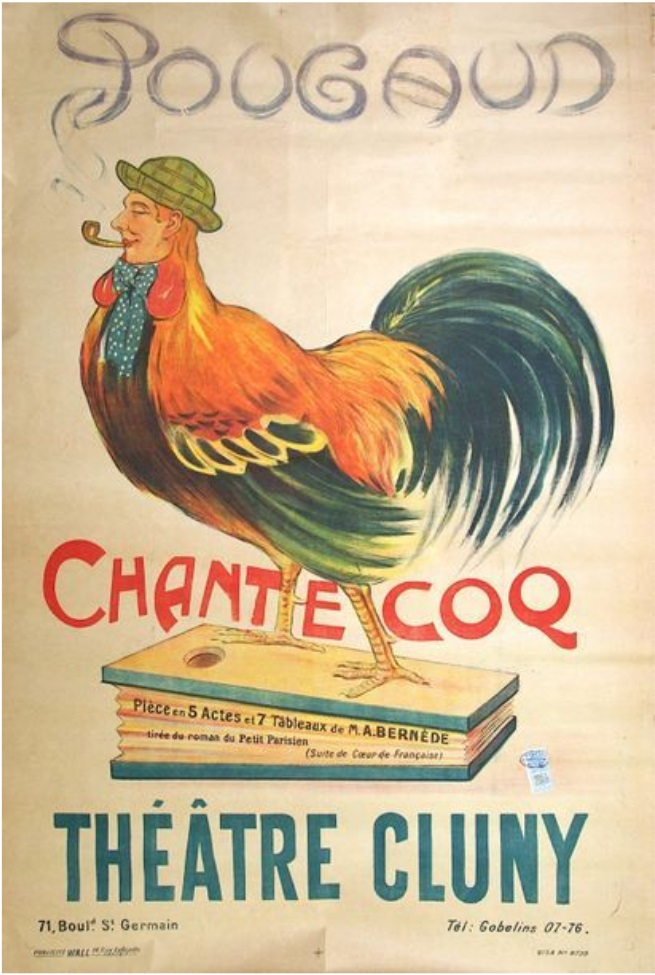
Affiche de la pièce Chantecoq au Théâtre de Cluny en 1917.

#### Pièces de théâtre
- Cœur de Française, adaptation d'Arthur Bernède et d'Aristide Bruant du roman éponyme en cinq actes et huit tableaux, présentée au Théâtre de l’Ambigu en 1912[7].
- Chantecoq, adaptation d'Arthur Bernède du roman éponyme en cinq actes et sept tableaux, présentée au Théâtre de Cluny en 1917, avec Désiré Pougaud dans le rôle-titre[8].

#### Cinéma
- Cœur de Française, adaptation cinématographique de la pièce de théâtre d'Arthur Bernède et Aristide Bruant, réalisée par Gaston Leprieur en 1912. Le rôle de Chantecoq est interprété par l'acteur Louis Ravet[9].
- Chantecoq - L'Espionne de Guillaume, adaptation cinématographique du roman L'Espionne de Guillaume par Henri Pouctal en 1916. Chantecoq est interprété par l'acteur Désiré Pougaud[10].
- Belphégor, adaptation cinématographique en quatre parties du roman éponyme par Henri Desfontaines en 1927, dans laquelle René Navarre interprète le personnage de Chantecoq.

### Pastiches et hommages
Chantecoq eut droit à une nouvelle aventure en 2013 dans la série anthologique Les Compagnons de l'Ombre, dirigée par Jean-Marc Lofficier, où il côtoie d'autres personnages de fiction tels que Sherlock Holmes.